# (31990) 2000 HX34
2000 HX34 (asteroide 31990) é um asteroide da cintura principal. Possui uma excentricidade de 0.05988900 e uma inclinação de 6.97740º.
Este asteroide foi descoberto no dia 26 de abril de 2000 por Korado Korlević em Visnjan.